# TV 특강
《TV 특강》은 2011년 1월 3일부터 2012년 4월 26일까지 한국방송공사의 KBS 2TV, KBS 1TV에서 방송되었던 강연 프로그램이다.

## 기획 의도
- 역사, 철학, 예술, 과학, 사회 등 다양한 분야의 전문가가 직접하는 강의를 녹화하여 방송되는 프로그램이다.
- 국내 유수 대학의 명강의, 명강사를 안방으로 옮기는 시도이며, 품격 있고 재미있는 강의를 통해 고급 지식의 대중화를 꾀하고자 하는 프로그램이다.

## 방송 시간
본 방송 시간은 2012년 3월 8일 까지를 기준으로 한다.
| 방송 채널 | 방송 기간                         | 방송 시간 |
| --------- | --------------------------------- | --- |
| KBS 2TV   | 2011년 1월 3일 ~ 2011년 11월 3일  | 매주 월요일, 화요일 밤 12:35 ~ 1:25 (50분) 매주 수요일 밤 12:25 ~ 1:15 (50분) 매주 목요일 밤 12:35 ~ 1:25 (50분) |
| KBS 2TV   | 2011년 11월 7일 ~ 2012년 2월 22일 | 매주 월요일, 화요일 밤 12:35 ~ 1:25 (50분) 매주 수요일 밤 12:25 ~ 1:15 (50분)                                    |
| KBS 1TV   | 2012년 3월 8일 ~ 2012년 4월 26일  | 매주 목요일 오전 11:00 ~ 11:55 (55분)                                                                            |

## 방송 목록
- TV 특강의 에피소드 목록

## 같이 보기
- 평생대학 - 역사이야기 (EBS, 동시간대 방송 프로그램)
- KBS 특강 (2001년부터 2005년 11월까지 주간 편성)
- 이슈 픽 쌤과 함께